# Boris Gromov

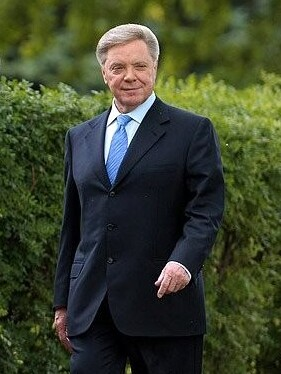
Boris Gromov 2010.

Boris Vsevolodovitj Gromov (ryska: Борис Всеволодович Громов), född 7 november 1943 i Saratov, Ryssland. Framstående militär och politiker.
Gromov tjänstgjorde tre gånger i det afghansk-sovjetiska kriget (1980-1982, 1985-1986, 1987-1989). Gromov var den siste sovjetiske soldat att lämna Afghanistan. För sina insatser belönades Gromov med hederstiteln Sovjetunionens hjälte. 
I januari 2000 valdes Gromov till guvernör för Moskva oblast. Han återvaldes i december 2003. Den 8 november 2012 valdes Andrej Vorobjov i hans ställe.